# Sirkovo
Sirkovo (en macédonien Сирково) est un village du centre de la Macédoine du Nord, situé dans la municipalité de Rosoman. Le village comptait 603 habitants en 2002.

## Démographie
Lors du recensement de 2002, le village comptait :
- Macédoniens : 474
- Serbes : 127
- Autres : 2